# Левин, Александр (педагог)
Левин Александр (15 декабря 1915, Пинск — 24 августа 2002, Варшава) — польский педагог, теоретик образования и воспитания. Профессор (1974).

## Биография
В 1937—1939 и 1946—1979 работал воспитателем в Доме сирот в Варшаве, где состоялось его знакомство с Я.Корчаком. Свои воспоминания об этом периоде жизни он включил в свою книгу «Takim go zapamiętałem» (1997).
Во время Второй мировой войны организовал организацию, которая оказывала помощь детям—жертвам войны. В 1944—1946 директор польского детдома на Урале. Опыт тех лет вошёл в книгу «Dom na Uralu.Losy dzieci polskich w Monetnej.»
В 1946—1948 входил в Союз польской молодёжи, с 1948 — в Польскую объединённую рабочую партию. В 1948 закончил отделение педагогики Варшавского университета. В 1947—1950 руководитель Центральных курсов воспитания и обучения в Бартошицах. Один из основателей и руководителей Института педагогических исследований в Варшаве, с 1967 руководитель Сектора исследований систем воспитания.

Основным направлением его исследований — жизнь и работа Я.Корчака. Был редактором 4-томного издания «Pism wybranych Korczaka», четырёх томов «Studiów i źródeł», а также два тома библиографии произведений Я.Корчака. Председатель редакционного совета 16-томного издания «Полного собрания сочинений Януша Корчака». Член президиума и председатель научной комиссии Международного общества имени Я.Корчака (1979—2002).

Автор около 450 научных трудов.

## Награды
- Крест офицера Ордена Возрождения Польши (1955)
- Медаль Национального комитета образования

## Научные работы
- «Makarenko. Konfrontacje pedagogiczne» (1960)
- «Wychowawca gromadzi materiały o klasie. Praca zbiorowa» (1963)
- «Metodyka wychowania w zarysie» (1966)
- «System wychowawczy» (1966)
- «Jednostka i grupa w systemie wychowania kolektywnego» (1967)
- «Ocena zachowania uczniów w szkole (uwagi krytyczne i propozycje)» (1969)
- «O systemie wychowania. Tworzenie systemu wewnątrz szkoły. Problemy i technika» (1970)
- «Możliwości twórczego wykorzystania spuścizny pedagogicznej Janusza Korczaka» (1970)
- «U podstaw twórczej pracy nad systemem wychowania. Zarys problematyki» (1978)
- «Twórcza kontynuacja dzieła pedagogicznego Janusza Korczaka» (1979)
- «System wychowania a twórczość pedagogiczna» (1983)
- «Tryptyk pedagogiczny — Korczak, Makarenko, Freinet» (1986)
- «Gdy nadchodził kres … Ostatnie lata życia Janusza Korczaka» (1996)
- «Twórcza praca nad systemem wychowania» (2001)